# Groothertogelijk Paleis

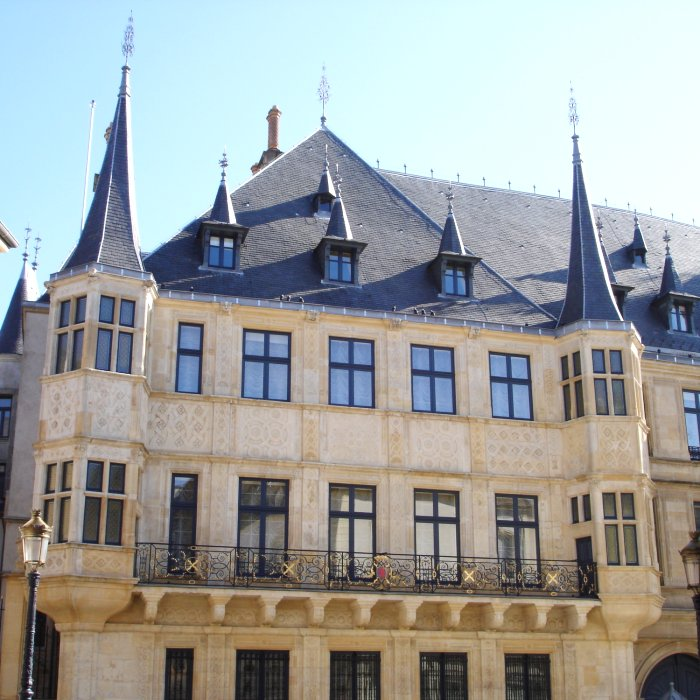
Het Paleis van de Groothertog.

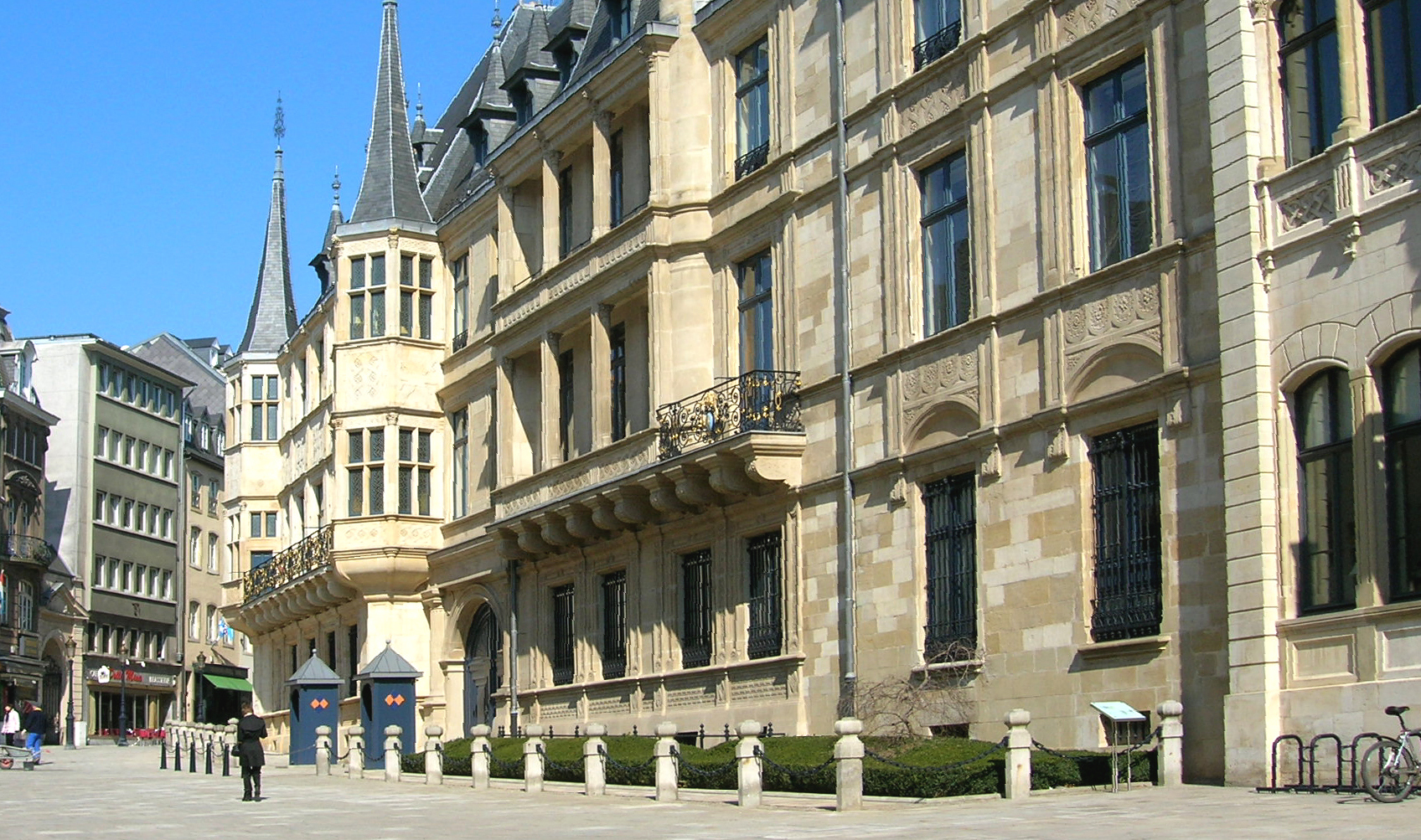
Het Paleis van de Groothertog.

Het Groothertogelijk Paleis is de officiële residentie van de groothertog van Luxemburg. Daarnaast worden bezoekende staatshoofden en ministers hier vaak ondergebracht. Het staat in de hoofdstad Luxemburg-stad.

## Geschiedenis
Het huidige gebouw stamt uit 1572. Het werd destijds gebruikt als stadhuis.
In 1728 werd het paleis verbouwd en in 1741 werd het nog een keer uitgebreid.
Toen de Eerste Franse Republiek het Woudendepartement stichtte, werd Luxemburg daar de hoofdstad van. Het Groothertogelijk paleis werd vanaf dat moment als prefectuur gebruikt.
In 1820 werd Luxemburg in een personele unie verbonden met Nederland, dat tot 1830 (1839) één land vormde met het huidige België. Op veel vlakken werd het formeel onafhankelijke groothertogdom Luxemburg onder de koningen/groothertogen Willem I en II bestuurd als een semiautonome Nederlandse provincie. Vanaf dat moment werd het paleis gebruikt als residentie voor de Nederlandse monarchie.
In 1883 volgde een grote renovatie als voorbereiding op het bezoek door koning Willem III.
Vanaf 1890 werd Luxemburg geregeerd door de familie Nassau-Weilburg waarop zij hun intrek namen in het paleis. Onder groothertog Adolf van Luxemburg werd een nieuwe vleugel aan het gebouw toegevoegd.
Tijdens de bezetting door nazi-Duitsland werd het paleis gebruikt als concertzaal en kroeg voor de nazi's. Het resultaat was dat het interieur zwaar beschadigd werd. Na de oorlog werd het weer de woning van de groothertog.
In de jaren zestig en jaren negentig vonden weer grote renovaties plaats.